# Timo Roosen
Timo Roosen, né le 11 janvier 1993 à Tilbourg, est un coureur cycliste néerlandais.

## Biographie
Timo Roosen naît le 11 janvier 1993 à Tilbourg.
Après avoir été stagiaire chez Rabobank Development, il entre dans l'effectif de l'équipe en 2014. Cinquième du Circuit de Campine et sixième de l'Olympia's Tour en mai, il gagne en août une étape du Kreiz Breizh Elites, et termine deuxième du classement général de cette course. Avec l'équipe des Pays-Bas des moins de 23 ans, il dispute le Tour de l'Avenir, où il est troisième du prologue, et le championnat du monde espoirs, dont il prend la quatorzième place.
En 2015, il devient coureur professionnel au sein de l'équipe Lotto NL-Jumbo, qui l'engage pour deux ans. Ce recrutement a été permis par un financement participatif baptisé Support a Young Rider, demandant aux fans de l'équipe de donner dix euros pour donner sa chance à un jeune coureur. Nico Verhoeven, directeur sportif de Lotto NL-Jumbo, décrit Timo Roosen comme un coureur « très complet », capable de se distinguer dans les prologues. Il dispute cette année-là le Tour d'Espagne, son premier grand tour. En 2016, il prend part à son premier Tour de France et fait partie de la sélection LottoNL-Jumbo qui se classe cinquième du championnat du monde du contre-la-montre par équipes à Doha.
En mai 2017, Timo Roosen obtient sa première victoire en tant que coureur professionnel en s'imposant lors de la deuxième étape du Tour des Fjords à l'issue d'une échappée solitaire de 25 km. En juillet, il dispute à nouveau le Tour de France, où il doit emmener les sprints de Dylan Groenewegen. Malade, il doit abandonner lors de la 19e étape.
En août 2020, il se classe septième d'À travers le Hageland et troisième du championnat des Pays-Bas sur route.
En septembre 2023, dsm-firmenich annonce le recrutement de Roosen pour 2024. Roosen doit intégrer la partie de l'équipe dédiée aux sprints qui a comme nouveau chef de file Fabio Jakobsen.

## Palmarès

### Palmarès amateur
- 2011[1]
  - 4e étape du Sint-Martinusprijs Kontich
- 2013
  -  Champion des Pays-Bas universitaire sur route
  - 1re étape du Tour de Berlin
- 2014
  - 3e étape du Kreiz Breizh Elites
  - 2e du Kreiz Breizh Elites

### Palmarès professionnel
| - 2017 - 2e étape du Tour des Fjords - Tacx Pro Classic - 3e du Tour des Fjords - 2018 - 4e du Grand Prix cycliste de Québec - 5e du Grand Prix cycliste de Montréal - 2019 - 2e du Championnat des Flandres - 3e de la Famenne Ardenne Classic - 8e du Grand Prix cycliste de Québec | - 2020 - 3e du championnat des Pays-Bas sur route - 2021 - Champion des Pays-Bas sur route - 2022 - 2e étape du Tour de Burgos |  |

### Résultats sur les grands tours

#### Tour de France
3 participations
- 2016 : 111e
- 2017 : abandon (19e étape)
- 2018 : 137e

#### Tour d'Espagne
1 participation
- 2015 : 95e

## Classements mondiaux
| Année                                 | 2013 | 2014 | 2015 | 2016  | 2017 | 2018 | 2019 | 2020 | 2021 | 2022 | 2023  | 2024  |
| ------------------------------------- | ---- | ---- | ---- | ----- | ---- | ---- | ---- | ---- | ---- | ---- | ----- | ----- |
| UCI World Tour                        |      |      | nc   | nc    | 283e | 68e  |      |      |      |      |       |       |
| Classement mondial                    |      |      |      | 823e  | 227e | 81e  | 193e | 219e | 421e | 521e | 3071e | 2778e |
| UCI Europe Tour                       | 579e | 215e |      | 1342e | 118e | 330e | 159e | 183e | 347e | 412e | nc    | nc    |
| UCI Asia Tour                         | nc   | nc   |      | nc    | nc   | 123e |      |      |      |      |       |       |
|                                       |      |      |      |       |      |      |      |      |      |      |       |       |
| Légende : nc = non classéSource : UCI |      |      |      |       |      |      |      |      |      |      |       |       |